# Roseau County
Roseau County is een county in de Amerikaanse staat Minnesota.
De county heeft een landoppervlakte van 4.306 km² en telt 16.338 inwoners (volkstelling 2000). De hoofdplaats is Roseau.